# Rendez-Vous (Jean-Michel Jarre)
Rendez-Vous  è il settimo album in studio di Jean-Michel Jarre, pubblicato nel 1986 dalla Disques Dreyfus in concomitanza con il concerto Rendez-Vous Houston.

## Il disco
Ha venduto più di tre milioni di copie in tutto il mondo e rimane l'album di Jarre rimasto più a lungo sia nella classifica britannica che in quella statunitense, con una presenza di 20 settimane nella classifica Stati Uniti d'America e di ben 38 in quella britannica. L'album ha raggiunto la nona posizione nella classifica britannica e la 52ª in quella statunitense.
Nell'ultimo brano dell'album la parte di sassofono è stata originariamente scritta per l'astronauta Ron McNair, che avrebbe dovuto suonarla nello spazio, ma il 28 gennaio 1986 morì insieme al suo equipaggio nell'esplosione dello Space Shuttle Challenger. Il brano è peraltro dedicato allo stesso McNair e la parte di sassofono è suonata dal sassofonista Pierre Gossez.

## Tracce
1. First Rendez-Vous - 2:54
2. Second Rendez-Vous - 10:55
  1. Second Rendez-Vous (Part I) - 2:36
  2. Second Rendez-Vous (Part II) - 3:16
  3. Second Rendez-Vous (Part III) - 2:18
  4. Second Rendez-Vous (Part IV) - 2:43
3. Third Rendez-Vous - 3:34
4. Fourth Rendez-Vous - 3:57
5. Fifth Rendez-Vous - 7:41
  1. Fifth Rendez-Vous (Part I) - 2:58
  2. Fifth Rendez-Vous (Part II) - 1:12
  3. Fifth Rendez-Vous (Part III) - 3:45
6. Last Rendez-Vous (Ron's Piece) - 5:47

## Musicisti
- Jean-Michel Jarre – Seiko DS-250, Elka Synthex, Moog synthesizer, Roland JX 8P, Fairlight CMI, E-mu Emulator II, Eminent, EMS Synthi AKS, Arpa Laser, RMI, Oberheim OB-X, Yamaha DX-100, Matrisequencer, Roland TR-808, Linn 9000, Sequential Circuit Prophet-5, Casio CZ 5000, ARP 2600
- Michel Geiss – ARP 2600, Eminent, Matrisequencer, Roland TR-808
- Dominique Perrier – Memory Moog
- Joe Hammer – E-Mu Drumulator, percussioni
- David Jarre – Baby Korg